# Parque nacional de Mae Moei
El Parque nacional de Mae Moei (en tailandés: อุทยานแห่งชาติแม่เมย) es un área protegida del norte de Tailandia, en la provincia de Tak, dentro del distrito de Tha Song Yang. Tiene una extensión de 185,28 kilómetros cuadrados. Fue declarado parque nacional en 1999.
Geográficamente, el parque nacional limita con Myanmar en el oeste a lo largo de 50 kilómetros. Ofrece una vista espectacular entre vegetación diversa en un paisaje principalmente accidentado, con una altitud de 680 m s. n. m., y un poco de llanura. Aquí nacen los principales afluentes de Mae Nam Mae Song, Mae Nam Mae Usu, Mae Nam Salit Luang, Mae Nam Moei.